# Izraelska kopenska vojska
Izraelska kopenska vojska je glavna veja izraelskih oboroženih sil.

## Organizacija
- 3 oklepne divizije (+ 9 oklepnih divizij v rezervi),
- 3 pehotne divizije,
- 1 zračnoprevozna inženirska divizija,
- 5 inženirskih brigad,
- 1 specialna brigada,
- 1 bataljon za posebne namene,
- 1 zračnoprevozna inženirska divizija v rezervi,
- 1 artilerijska brigada v rezervi,
- 8 inženirskih divizij v rezervi

## Oborožitev in oprema

### Oborožitev
- 870 tankov merkava I, II, III,
- 1.400 tankov M-60,
- 600 tankov M-48,
- 100 tankov Centurion,
- 100 tankov T-62,
- 200 tankov T-55,
- 2.070 artilerijskih orožij (od M-101 105 mm do M-110 203 mm),